# Пуял (Медведевский район)
 Пуял  — деревня в Медведевском районе Республики Марий Эл. Входит в состав Русско-Кукморского сельского поселения.

## География
Находится на расстоянии приблизительно 8 км на восток-северо-восток от города Йошкар-Ола.

## История
Известна с 1795 года как деревня с 4 дворами. С 1893 по 1940 действовала Петропавловская церковь. В советское время работал колхоз «У пасу» (Новое поле).

## Население
Население составляло 22 человека (мари 91 %) в 2002 году, 18 в 2010.